# Cispadanska republiken
Cispadanska republiken var en kortlivad fransk lydstat som bildades av general Napoleon Bonaparte 1796. Republiken var en lydstat till Frankrike efter Slaget vid Lodi 1796. Republiken bestod av Modena, Reggio, Ferrara och Bologna, det vill säga områdena belägna söder om floden Po. Redan året efter bildandet, 9 juli 1797 förenades den med områdena norr om Po, den Transpadanska republiken till Cisalpinska republiken.
Den 16 oktober 1796 hölls en kongress i Modena efter Herkules III av Modena flytt till Venedig för att undkomma fransmännen. Kongressen bestod av representanter från provinserna Modena, Bologna, Ferrara och Reggio som var samtliga provinser söder om floden Po. Kongressen var inofficiellt organiserad av Napoleon efter att franska armén hade svept igenom Italien tidigare i år, som behövdes för att reglera situationen i Italien och samla nya trupper inför en offensiv mot Österrike. Kongressen kom fram till att fyra provinser skulle utgöra Cispadanska republiken och uppmanade italienska befolkningen att ansluta till republiken. Ett medborgarskydd som består av beridna jägare och artilleri bildas. Den 7 januari 1797 beslutades det i Reggio att man ska bilda en regering. Flaggan, den första trikoloren i Italien, hade en horisontell trikolor med röd, vit och gröna ränder. I mitten var det en symbol som bestod av ett koger som en hyllning till krigsbyten, med fyra pilar en för varje provins, varje pil med en krona på toppen.
Enligt dess konstitution var republiken styrd på franskt vis och hade 10 departement som hade omkring 1 miljon invånare.
Den 9 juli 1797 förenades republiken med Transpadanska republiken och bildade Cisalpinska republiken.